# Giuseppe Barbieri

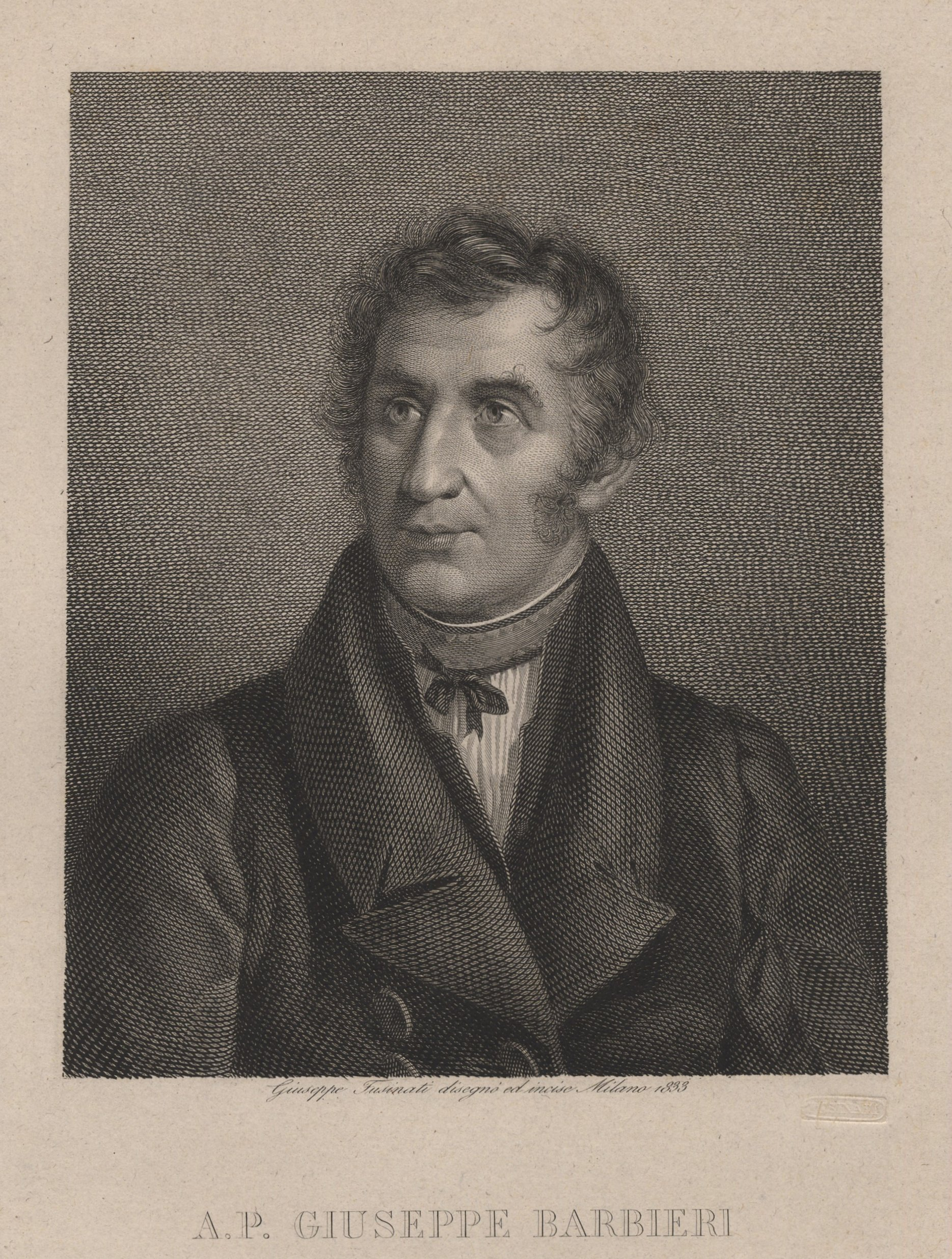
Zeitgenössisches Porträt, Kupferstich 1833

Giuseppe Barbieri (* 26. Dezember 1774 in Bassano del Grappa; † 10. November 1852 in Padua) war ein italienischer Dichter und Kanzelredner.
Barbieri studierte in Padua unter Cesarotti die schönen Wissenschaften und wurde dann dessen Nachfolger als Professor der Rhetorik, später des Staatsrechts an der dortigen Universität. Im Jahr 1815 zog er sich auf seinen Landsitz in den Euganeischen Hügeln zurück, wo er seine besten Werke schrieb, und den er nur von Zeit zu Zeit verließ, um in den verschiedenen Städten Italiens als Prediger aufzutreten. Im Jahr 1848 wurde er auf seinen Lehrstuhl in Padua zurückberufen, starb aber schon 1852.

## Werke
- „Orazioni quaresimali“ (Sammlung von Fastenpredigten)
- „Poemetti“
- „Colli Euganei“
- „Le stagioni“ („Die Jahreszeiten“)
- „Epistole“